# Peru na Letnich Igrzyskach Olimpijskich 2020
Peru na Letnich Igrzyskach Olimpijskich 2020 – występ kadry sportowców reprezentujących Peru na igrzyskach olimpijskich, które odbyły się w Tokio w Japonii, w dniach 23 lipca – 8 sierpnia 2021 roku.
Reprezentacja Peru liczyła trzydziestu pięciu zawodników – dziewiętnastu mężczyzn oraz szesnaście kobiet, którzy wystąpili w 17 dyscyplinach.
Był to dwudziesty start tego kraju na letnich igrzyskach olimpijskich.

## Reprezentanci

### Badminton
| Zawodniczka    | Konkurencja   | Faza grupowa                | Faza grupowa         | Faza grupowa | Eliminacje       | Ćwierćfinał      | Półfinał         | Finał/BM         | Finał/BM |
| Zawodniczka    | Konkurencja   | Przeciwnik Wynik            | Przeciwnik Wynik     | Miejsce      | Przeciwnik Wynik | Przeciwnik Wynik | Przeciwnik Wynik | Przeciwnik Wynik | Miejsce  |
| -------------- | ------------- | --------------------------- | -------------------- | ------------ | ---------------- | ---------------- | ---------------- | ---------------- | -------- |
| Daniela Macías | singel kobiet | Ongbamrungphan P 4–21, 9–21 | Kuuba P 19–21, 13–21 | 3.           | NQ               | NQ               | NQ               | NQ               | NQ       |

### Boks
| Zawodnik         | Konkurencja          | 1/16             | 1/8               | Ćwierćfinał      | Półfinał         | Finał            | Finał   |
| Zawodnik         | Konkurencja          | Przeciwnik Wynik | Przeciwnik Wynik  | Przeciwnik Wynik | Przeciwnik Wynik | Przeciwnik Wynik | Miejsce |
| ---------------- | -------------------- | ---------------- | ----------------- | ---------------- | ---------------- | ---------------- | ------- |
| Leodan Pezo      | waga lekka mężczyzn  | Safiullin P 0–5  | NQ                | NQ               | NQ               | NQ               | NQ      |
| José María Lúcar | waga ciężka mężczyzn | BYE              | Abduljabbar P 0–5 | NQ               | NQ               | NQ               | NQ      |

### Gimnastyka

#### Gimnastyka artystyczna
| Zawodniczka   | Konkurencja           | Kwalifikacje | Kwalifikacje | Kwalifikacje | Kwalifikacje | Kwalifikacje | Kwalifikacje | Finał    | Finał    | Finał    | Finał    | Finał | Finał   |
| Zawodniczka   | Konkurencja           | Przyrząd     | Przyrząd     | Przyrząd     | Przyrząd     | Suma         | Miejsce      | Przyrząd | Przyrząd | Przyrząd | Przyrząd | Suma  | Miejsce |
| Zawodniczka   | Konkurencja           | H            | B            | C            | R            | Suma         | Miejsce      | H        | B        | C        | R        | Suma  | Miejsce |
| ------------- | --------------------- | ------------ | ------------ | ------------ | ------------ | ------------ | ------------ | -------- | -------- | -------- | -------- | ----- | ------- |
| Ariana Orrego | wielobój indywidualny | 13,433       | 9,466        | 12,066       | 12,066       | 47,031       | 74.          | NQ       | NQ       | NQ       | NQ       | NQ    | NQ      |

### Judo
| Zawodnik      | Konkurencja       | 1/16             | 1/8              | Ćwierćfinał      | Półfinał         | Repasaż          | Finał/BM         | Finał/BM |
| Zawodnik      | Konkurencja       | Przeciwnik Wynik | Przeciwnik Wynik | Przeciwnik Wynik | Przeciwnik Wynik | Przeciwnik Wynik | Przeciwnik Wynik | Miejsce  |
| ------------- | ----------------- | ---------------- | ---------------- | ---------------- | ---------------- | ---------------- | ---------------- | -------- |
| Juan Postigos | do 66 kg mężczyzn | Katz P 00-10     | NQ               | NQ               | NQ               | NQ               | NQ               | NQ       |

### Karate
| Zawodniczka      | Konkurencja            | Faza grupowa     | Faza grupowa     | Faza grupowa     | Faza grupowa     | Faza grupowa | Półfinał         | Finał            | Finał   |
| Zawodniczka      | Konkurencja            | Przeciwnik Wynik | Przeciwnik Wynik | Przeciwnik Wynik | Przeciwnik Wynik | Miejsce      | Przeciwnik Wynik | Przeciwnik Wynik | Miejsce |
| ---------------- | ---------------------- | ---------------- | ---------------- | ---------------- | ---------------- | ------------ | ---------------- | ---------------- | ------- |
| Alexandra Grande | kumite do 61 kg kobiet | Serogina P 1–6   | Farouk P 0–2     | Preković P 0–1   | Sadini W 3–1     | 4.           | NQ               | NQ               | NQ      |

### Kolarstwo

#### Kolarstwo szosowe
| Zawodnik       | Konkurencja                         | Czas | Miejsce |
| -------------- | ----------------------------------- | ---- | ------- |
| Royner Navarro | wyścig ze startu wspólnego mężczyzn | DNF  | DNF     |

### Lekkoatletyka
Mężczyźni
| Zawodnik                | Konkurencja   | Finał   | Finał   |
| Zawodnik                | Konkurencja   | Czas    | Miejsce |
| ----------------------- | ------------- | ------- | ------- |
| Cristhian Pacheco       | maraton       | 2:22:12 | 60.     |
| Luis Henry Campos       | chód na 20 km | 1:30:58 | 43.     |
| César Augusto Rodríguez | chód na 20 km | 1:24:40 | 21.     |

Kobiety
| Zawodniczka       | Konkurencja   | Finał   | Finał   |
| Zawodniczka       | Konkurencja   | Czas    | Miejsce |
| ----------------- | ------------- | ------- | ------- |
| Jovana de la Cruz | maraton       | 2:36:38 | 40.     |
| Gladys Tejeda     | maraton       | 2:34:21 | 27.     |
| Mary Luz Andia    | chód na 20 km | 1:35:25 | 24.     |
| Kimberly García   | chód na 20 km | DNF     | DNF     |
| Leyde Guerra      | chód na 20 km | 1:38:10 | 36.     |

### Pływanie
Mężczyźni
| Zawodnik       | Konkurencja        | Eliminacje | Eliminacje | Półfinał | Półfinał | Finał | Finał   |
| Zawodnik       | Konkurencja        | Czas       | Miejsce    | Czas     | Miejsce  | Czas  | Miejsce |
| -------------- | ------------------ | ---------- | ---------- | -------- | -------- | ----- | ------- |
| Joaquín Vargas | 200 m st. dowolnym | 1:49,93    | 35.        | NQ       | NQ       | NQ    | NQ      |
| Joaquín Vargas | 400 m st. dowolnym | 3:52,94    | 25.        | N/A      | N/A      | NQ    | NQ      |

Kobiety
| Zawodniczka     | Konkurencja           | Eliminacje | Eliminacje | Półfinał | Półfinał | Finał | Finał   |
| Zawodniczka     | Konkurencja           | Czas       | Miejsce    | Czas     | Miejsce  | Czas  | Miejsce |
| --------------- | --------------------- | ---------- | ---------- | -------- | -------- | ----- | ------- |
| McKenna DeBever | 100 m st. grzbietowym | 1:02,09    | 31.        | NQ       | NQ       | NQ    | NQ      |
| McKenna DeBever | 200 m st. zmiennym    | 2:15,86    | 24.        | NQ       | NQ       | NQ    | NQ      |

### Podnoszenie ciężarów
| Zawodnik     | Konkurencja            | Rwanie   | Rwanie  | Podrzut  | Podrzut | Suma | Miejsce |
| Zawodnik     | Konkurencja            | Rezultat | Miejsce | Rezultat | Miejsce | Suma | Miejsce |
| ------------ | ---------------------- | -------- | ------- | -------- | ------- | ---- | ------- |
| Marcos Rojas | waga do 61 kg mężczyzn | 105      | 14.     | 135      | 12.     | 240  | 12.     |

### Skateboarding
| Zawodnik            | Konkurencja     | Kwalifikacje | Kwalifikacje | Finał    | Finał   |
| Zawodnik            | Konkurencja     | Rezultat     | Miejsce      | Rezultat | Miejsce |
| ------------------- | --------------- | ------------ | ------------ | -------- | ------- |
| Angelo Caro Narvaez | street mężczyzn | 32,93        | 7. Q         | 32,87    | 5.      |

### Strzelectwo
| Zawodnik            | Konkurencja                               | Kwalifikacje | Kwalifikacje | Finał  | Finał   |
| Zawodnik            | Konkurencja                               | Punkty       | Miejsce      | Punkty | Miejsce |
| ------------------- | ----------------------------------------- | ------------ | ------------ | ------ | ------- |
| Marko Carrillo      | karabin pneumatyczny, 10 m (mężczyźni)    | 569          | 29.          | NQ     | NQ      |
| Marko Carrillo      | pistolet szybkostrzelny, 25 m (mężczyźni) | 572          | 18.          | NQ     | NQ      |
| Alessandro de Souza | trap (mężczyźni)                          | 118          | 27.          | NQ     | NQ      |
| Nicolás Pacheco     | skeet (mężczyźni)                         | 122          | 8.           | NQ     | NQ      |

### Surfing
| Zawodnik         | Konkurencja | 1 Runda  | 1 Runda | 2 Runda  | 2 Runda | 1/8                     | Ćwierćfinał         | Półfinał         | Finał/BM         | Finał/BM |
| Zawodnik         | Konkurencja | Rezultat | Miejsce | Rezultat | Miejsce | Przeciwnik Wynik        | Przeciwnik Wynik    | Przeciwnik Wynik | Przeciwnik Wynik | Miejsce  |
| ---------------- | ----------- | -------- | ------- | -------- | ------- | ----------------------- | ------------------- | ---------------- | ---------------- | -------- |
| Lucca Mesinas    | Mężczyźni   | 11,40    | 1. Q    | BYE      | BYE     | Fioravanti W 10,77–8,86 | Wright P 7,83–12,74 | NQ               | NQ               | NQ       |
| Miguel Tudela    | Mężczyźni   | 10,67    | 2. Q    | BYE      | BYE     | Ohhara P 9,63–10,00     | NQ                  | NQ               | NQ               | NQ       |
| Sofía Mulánovich | Kobiety     | 7,80     | 3.      | 9,36     | 3. Q    | Moore P 9,90–10,34      | NQ                  | NQ               | NQ               | NQ       |
| Daniella Rosas   | Kobiety     | 7,50     | 4.      | 8,14     | 5.      | NQ                      | NQ                  | NQ               | NQ               | NQ       |

### Szermierka
| Zawodniczka      | Konkurencja                 | 1/32             | 1/16             | 1/8              | Ćwierćfinał      | Półfinał         | Finał            | Finał   |
| Zawodniczka      | Konkurencja                 | Przeciwnik Wynik | Przeciwnik Wynik | Przeciwnik Wynik | Przeciwnik Wynik | Przeciwnik Wynik | Przeciwnik Wynik | Miejsce |
| ---------------- | --------------------------- | ---------------- | ---------------- | ---------------- | ---------------- | ---------------- | ---------------- | ------- |
| María Luisa Doig | szpada indywidualnie kobiet | BYE              | Kong P 11–15     | NQ               | NQ               | NQ               | NQ               | NQ      |

### Tenis ziemny
| Zawodnik            | Konkurencja             | 1/32                   | 1/16             | 1/8              | Ćwierćfinał      | Półfinał         | Finał/BM         | Finał/BM |
| Zawodnik            | Konkurencja             | Przeciwnik Wynik       | Przeciwnik Wynik | Przeciwnik Wynik | Przeciwnik Wynik | Przeciwnik Wynik | Przeciwnik Wynik | Miejsce  |
| ------------------- | ----------------------- | ---------------------- | ---------------- | ---------------- | ---------------- | ---------------- | ---------------- | -------- |
| Juan Pablo Varillas | gra pojedyncza mężczyzn | Schwartzman P 5–7, 4–6 | NQ               | NQ               | NQ               | NQ               | NQ               | NQ       |

### Wioślarstwo
| Zawodnik      | Konkurencja | Eliminacje | Eliminacje | Repasaże | Repasaże | Ćwierćfinał | Ćwierćfinał | Półfinał | Półfinał | Finał   | Finał   |
| Zawodnik      | Konkurencja | Czas       | Miejsce    | Czas     | Miejsce  | Czas        | Miejsce     | Czas     | Miejsce  | Czas    | Miejsce |
| ------------- | ----------- | ---------- | ---------- | -------- | -------- | ----------- | ----------- | -------- | -------- | ------- | ------- |
| Álvaro Torres | M1x         | 7:07,92    | 3. (Ć)     | BYE      | BYE      | 7:31,85     | 4. (PC/D)   | 7:02,49  | 1. (FC)  | 7:03,69 | 17.     |

### Zapasy
Styl wolny
| Zawodnik      | Konkurencja                 | 1/8              | Ćwierćfinał      | Półfinał         | Repasaż          | Finał/BM         | Finał/BM |
| Zawodnik      | Konkurencja                 | Przeciwnik Wynik | Przeciwnik Wynik | Przeciwnik Wynik | Przeciwnik Wynik | Przeciwnik Wynik | Miejsce  |
| ------------- | --------------------------- | ---------------- | ---------------- | ---------------- | ---------------- | ---------------- | -------- |
| Pool Ambrocio | kategoria do 86 kg mężczyzn | Lin P 0–4        | NQ               | NQ               | NQ               | NQ               | NQ       |

### Żeglarstwo
Mężczyźni
| Zawodnik          | Konkurencja | Wyścig | Wyścig | Wyścig | Wyścig | Wyścig | Wyścig | Wyścig | Wyścig | Wyścig | Wyścig | Wyścig | Punkty | Finałowa pozycja |
| Zawodnik          | Konkurencja | 1      | 2      | 3      | 4      | 5      | 6      | 7      | 8      | 9      | 10     | M      | Punkty | Finałowa pozycja |
| ----------------- | ----------- | ------ | ------ | ------ | ------ | ------ | ------ | ------ | ------ | ------ | ------ | ------ | ------ | ---------------- |
| Stefano Peschiera | Laser       | 12     | 26     | 21     | 18     | 19     | 33     | 19     | 15     | 14     | 36 W   | NQ     | 177    | 25.              |

Kobiety
| Zawodniczka                      | Konkurencja  | Wyścig | Wyścig | Wyścig | Wyścig | Wyścig | Wyścig | Wyścig | Wyścig | Wyścig | Wyścig | Wyścig | Wyścig | Wyścig | Punkty | Finałowa pozycja |
| Zawodniczka                      | Konkurencja  | 1      | 2      | 3      | 4      | 5      | 6      | 7      | 8      | 9      | 10     | 11     | 12     | M      | Punkty | Finałowa pozycja |
| -------------------------------- | ------------ | ------ | ------ | ------ | ------ | ------ | ------ | ------ | ------ | ------ | ------ | ------ | ------ | ------ | ------ | ---------------- |
| María Belén Bazo                 | RS:X         | 14     | 13     | 17     | 15     | 8      | 5      | 12     | 12     | 11     | 15     | 11     | 14     | NQ     | 130    | 13.              |
| Paloma Schmidt                   | Laser Radial | 17     | 37     | 39     | 38     | 29     | 35     | 32     | 35     | 31     | 11     | N/A    | N/A    | NQ     | 265    | 36.              |
| Diana Tudela María Pia van Oordt | 49er         | 19     | 18     | 22 DQ  | 19     | 18     | 17     | 17     | 18     | 16     | 16     | 5      | 11     | NQ     | 174    | 20.              |